# غاري ستيل
غاري ستيل (بالإنجليزية: Gary Steele)‏ هو مصارع محترف بريطاني، ولد في 1 مايو 1973 في غريفزند ‏ في المملكة المتحدة.

## روابط خارجية
- غاري ستيل على موقع CageMatch worker (الإنجليزية)